# Vedruka raba
Vedruka raba este o arie protejată (arie specială de conservare — SAC, sit de importanță comunitară — SCI) din Estonia întinsă pe o suprafață de 109,8 ha, integral pe uscat.

## Localizare
Centrul sitului Vedruka raba este situat la coordonatele 58°19′45″N 22°03′36″E / 58.3293°N 22.0601°E.

## Înființare
Situl Vedruka raba a fost declarat sit de importanță comunitară în aprilie 2004 pentru a proteja un număr necunoscut de specii din flora spontană și fauna sălbatică aflate în arealul zonei. Situl a fost protejat și ca arie specială de conservare în mai 2007.

## Biodiversitate
Situată în ecoregiunea boreală, aria protejată conține 3 habitate naturale: Turbării active, Depresiuni pe substraturi de turbă de Rhynchosporion, Taiga vestică.
La baza desemnării sitului se află un număr nedeclarat de specii protejate.